# Bezirk Eger (Königreich Böhmen)
Der Bezirk Eger (tschechisch politický okres Cheb) war ein Politischer Bezirk im Königreich Böhmen. Der Bezirk umfasste Gebiete Westen Böhmens im heutigen Plzeňský kraj bzw. Karlovarský kraj (Okres Cheb bzw. Okres Domažlice). Sitz der Bezirkshauptmannschaft (tschechisch Okresní hejtmanství v Chebu) war die Stadt Eger (Cheb). Das Gebiet gehörte seit 1918 zur neu gegründeten Tschechoslowakei und ist seit 1993 Teil Tschechiens.

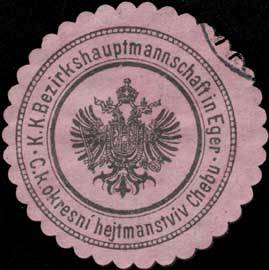
Siegelmarke C.K. Okresní hejtmanství v Chebu / Bezirkshauptmannschaft in Eger

## Geschichte
Die modernen, politischen Bezirke der Habsburgermonarchie wurden 1868 im Zuge der Trennung der politischen von der judikativen Verwaltung geschaffen.
Der Bezirk Eger wurde 1868 aus den Gerichtsbezirken Wildstein (tschechisch soudní okres Vildštejn) und Eger (Cheb) gebildet.
Im Bezirk Eger lebten 1869 50.423 Personen, wobei der Bezirk ein Gebiet von 7,9 Quadratmeilen und 39 Gemeinden umfasste.
1900 beherbergte der Bezirk 62.203 Menschen, die auf einer Fläche von 455,34 km² bzw. in 52 Gemeinden lebten.
Der Bezirk Eger umfasste 1910 eine Fläche von 455,34 km² und beherbergte eine Bevölkerung von 69.074 Personen. Von den Einwohnern hatten 1910 64.039 Deutsch als Umgangssprache angegeben. Weiters lebten im Bezirk 164 Tschechischsprachige und 4.871 Anderssprachige oder Staatsfremde. Zum Bezirk gehörten zwei Gerichtsbezirke mit insgesamt 55 Gemeinden bzw. 125 Katastralgemeinden.

## Gemeinden
Der Bezirk Eger umfasste Ende 1914 die 53 Gemeinden Zweifelsreuth (Čižebná), Fassattengrün (Božetín), Schossenreuth (Částkov), Eger (Cheb), Unterschönbach (Dolní Luby), Eichelberg (Dubina), Höflas (Dvorek), Franzensbad (Františkovy Lázně), Gehaag (Háje (Cheb)), Berg (Horka), Oberlohma (Horní Lomany), Oberschönbach (Horní Luby), Hörsin (Hrzín), Gaßnitz (Jesenice), Frauenreuth (Kopanina), Klinghart (Křižovatka), Liebenstein (Libštejn), Lapitzfeld (Lipoltov), Steingrub (Lomnička), Schönbach (Luby), Matzelbach (Maskov), Mühlessen (Milhostov), Mostau (Mostov), Altalbenreuth (Mýtina), Nebanitz (Nebanice), Neudorf (Nová Ve), Rohr (Nový Drahov), Neukirchen (Nový Kostel), Kulsam (Odrava), Scheibenreuth (Okrouhlá), Absroth (Opatov), Seeberg (Ostroh), Palitz (Palič), Pilmersreuth (Pelhřimov), Fleißen (Plesná), Mühlbach (Pomezí), Dürnbach (Potočiště), Konradsgrün (Salajna), Stein (Skalka), Wildstein (Vildštejn), Schlada (Slatina), Schnecken (Šneky), Altkinsberg (Starý Hrozňatov), Altenteich (Starý Rybnik), Tirschnitz (Tršnice), Thurn (Tuřany), Watzgenreuth (Vackovec), Großschüttüber (Velka Šitboř), Großfloh (Velký Luh), Voitersreuth (Vojtanov), Schöba (Všeboř), Dürngrün (Výspa) und Sirmitz (Zirovice).